# 真徳寺 (藤沢市)

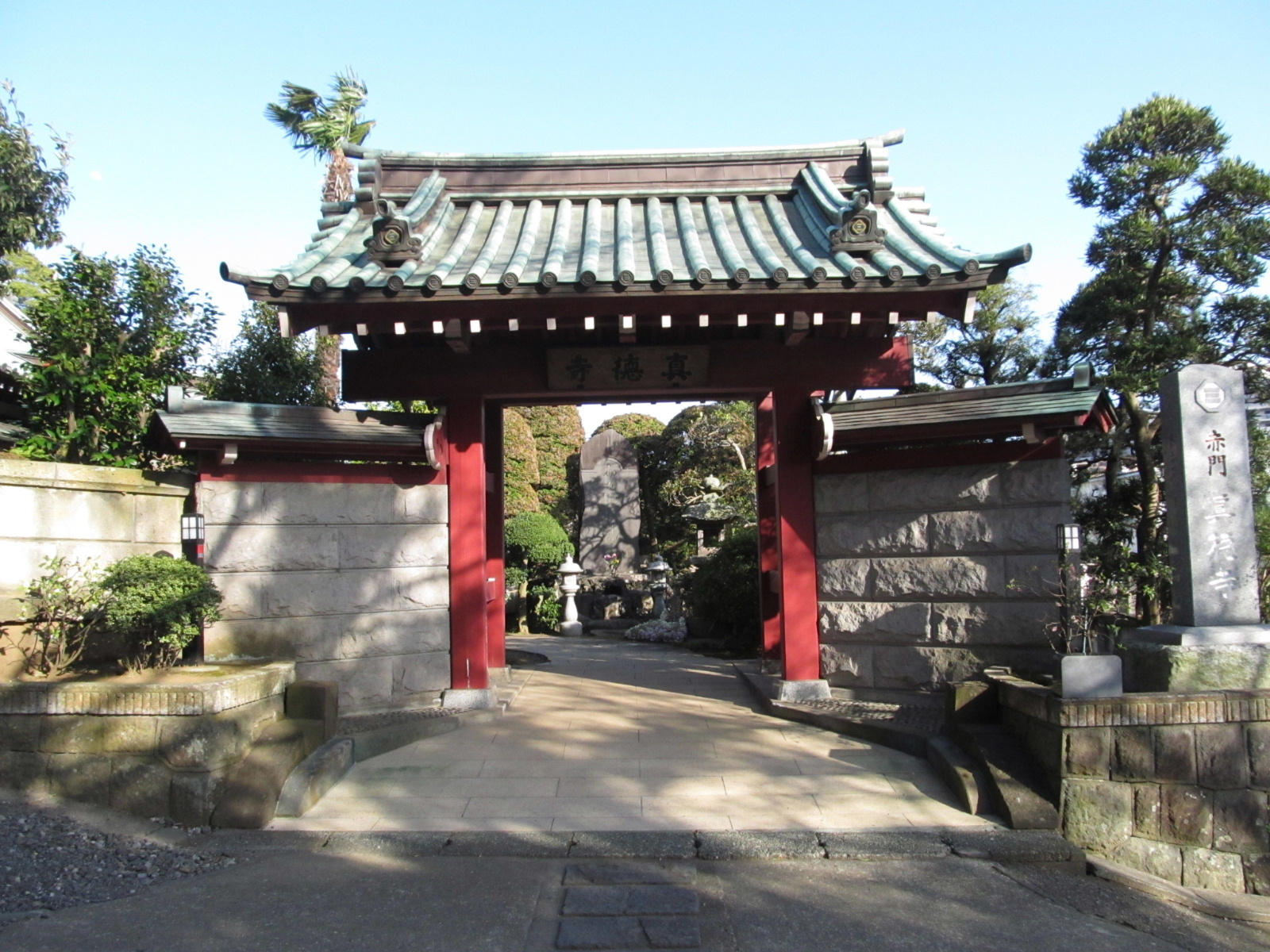
真徳寺の山門

真徳寺（しんとくじ）は、神奈川県藤沢市西富一丁目にある時宗の寺院。

## 概要
清浄光寺の塔頭である。住職を本山役僧が務め、講中の宿泊所だった。別称は赤門、鎌倉北条氏邸より赤門を寄付され以来、朱塗りの門であるためという。
遊行51代一法はこの寺の檀家から出ている。

## 歴史
もとは真光院、栖徳院、善徳院、貞徳院という清浄光寺の塔頭寺院であったが、たびたび火災に遭い真光院住職が兼務することもあった。
1980年（明治13年）11月26日の火災により焼失。
1918年（大正7年）本堂一宇を栖徳院として再興。1926年（大正15年）庫裏を真光院として再興。真光院、栖徳院、善徳院、貞徳院の4つの寺で共同で使用していた。
1944年（昭和19年）に真光院、栖徳院、善徳院、貞徳院が合併し真徳寺と改称した。

## 本尊
- 阿弥陀三尊坐像 - 上品下生印（来迎印）を結ぶ阿弥陀仏に、観音菩薩と勢至菩薩、寄木造、玉眼入、金色相、中国宋元風ではあるが江戸時代の作[3]。

## 交通
- 鉄道
  - 藤沢駅
- 道路
  - 国道467号